# Абето
Абето (англ. Abetot) — англо-нормандский род, известный с XI века.

## История
Владения предков Абето располагались в Сен-Жан-д’Аббето (фр. St Jean d’Abbetot) в Нормандии, от название которого и произошло их родовое прозвание. Известно, что в XII веке в районе Сен-Жан-д’Аббето землями владели Робер д’Абето и его жена Леза, однако нельзя с уверенностью сказать, были ли они родственниками данному роду.
Первые представители рода появились в Англии после нормандского завоевания. Самым известным из них был Урс д’Абето. Он родился около 1040 года и был вассалом сеньоров Танкарвиля. Историк Эмма Мейсон предположила, что Урс — это не личное имя, а прозвище, которое, возможно, ему дали из-за темперамента. Историк Льюис Лойд называет Урса малознатным человеком, который добился успеха как солдат удачи. Хотя известно, что его сюзерен, Ральф де Танкарвиль, во время нормандского завоевания Англии сражался в битве при Гастингсе в 1066 году, нет никаких доказательств, что Урс принимал в ней участие. получив там обширные владения. Он был главным арендатором в Херефордшире, Глостершире, Уорикшире и Вустершире, а также субарендатором в Дорсете, Оксфордшире и Уилтшире. Вильгельм I Завоеватель назначил Урса шерифом Вустершира. Он построил Вустерский замок, помог подавить восстание против короля в 1075 году, а также ссорился с церковью из-за юрисдикции шерифов. Будучи важным чиновником во время правления Вильгельма II Рыжего, Урс удерживал эту должность шерифа до самой смерти. Кроме того, Вильгельм II назначил его королевским констеблем, а Генрих I — маршалом.
Урс был известен своим стяжательством, а во время правления Вильгельма II считался вторым по жадности королевским чиновником после Ранульфа Фламбарда. Его сын Роже д’Абето унаследовал владения и должности отца, но позже был изгнан из-за убийства, в результате чего наследниками Урса стали Бошаны из Элмли — предки графов Уорик.
Известно, что у Урса был брат, Роберт Диспенсер, иногда упоминаемый как Роберт Фиц-Терстин, который как и Урс стал королевским чиновником . Его прозвание «Диспенсер» (англ. Despenser, Dispenser) произошло от занимаемой им при дворе должности. Он умер около 1097 года. Часть его владений получил брат, Урс. Позже между Бошанами и членами рода Мармионов существовал конфликт из-за владения замком и баронией Тамуэрт. В своё время этот замок принадлежал Роберту Диспенсеру, владения которого в итоге были разделены между Бошанами и Мармионами, что в итоге привело к длительному спору. Для объяснения раздела земель и должностей Урса между двумя родами высказывались разные предположения. По одной версии Роберт I Мармион был женат на другой дочери Урса. Однако никакие современные источники не упоминают у того других детей, кроме сына и дочери, вышедшей замуж за Уолтера Бошана. По другой версии Роберт Мармион мог жениться на дочери Роберта Деспенсера, но Урс благодаря дружбе с королём Вильгельмом II Рыжим смог получить часть её наследства. В 1141 году императрица Матильда передала замок Тамуэрт Уильяму, хотя в предыдущие десятилетия до этого им владели Мармионы. Спор был урегулирован только после того, как Роберт II Мармион женился на Матильде, дочери Уильяма I де Бошана из Элмли.
Также, вероятно, братом Урса был Осбер д’Абело, который был шерифом Вустершира около 1110 — 1113/1116 годов; его потомки занимали в XII—XIII веках видное место в Вустершире.

## Генеалогия
- N
  - Урс д’Абето (около 1040 — 1108) — англо-нормандский землевладелец и администратор, шериф Вустершира с около 1069 года, феодальный барон Салварпа; жена: Аделиза[3][12][13]. 
    - Роже д’Абето (после 1110), барон, шериф Вустершира в 1108—1110[12].
    -  Эммелин д’Абето; муж: Уолтер I де Бошан из Элмли (около 1065 — 1130/1131), шериф Вустершира с 1113/1116[7][12].
      -  Бошаны из Элмли

  - Роберт Диспенсер (умер около 1097), барон, королевский дворецкий[12].
    -  (?) дочь; муж: Роберт I Мармион[англ.] (умер в 1144), феодальный барон Тамуэрта[12][14].

  -  Осбер д’Абето, шериф Вустершира около 1110 — 1113/1116 годов[3][12].